# Університет Аделаїди
Університет Аделаїди (англ. The University of Adelaide) — публічний університет в Аделаїді, Південна Австралія. Заснований 1874 року, третій з найстаріших університетів Австралії. З ім'ям університету пов'язано п'ять нобелівських лауреатів.

## Історія

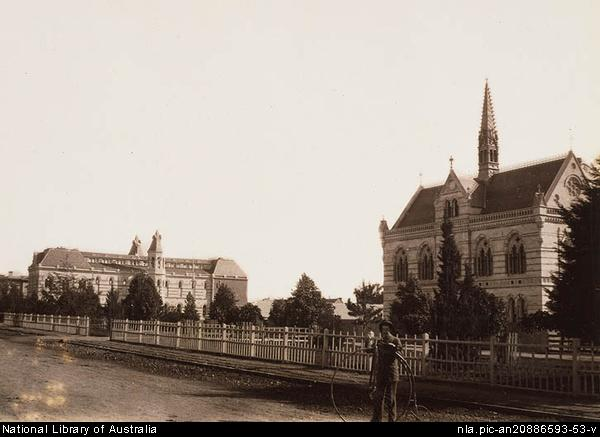
Будівля Мітчела

Університет Аделаїди було засновано 6 листопада 1874. Він є третім найстарішим університетом Австралії.
Першим Канцлером був Річард Хенсон. Перша ступінь, яку почав надавати університет — бакалавр мистецтв, навчання розпочалось у березні 1876 року. 1881 року Університет Аделаїди став першим університетом Австралії, що допустив жінок до навчання, його першою дипломованою спеціалісткою стала Едіт Емілія Дорнвелл.
Велику Залу університету було збудовано 1936 року.

## Кампуси

### Північна Тераса

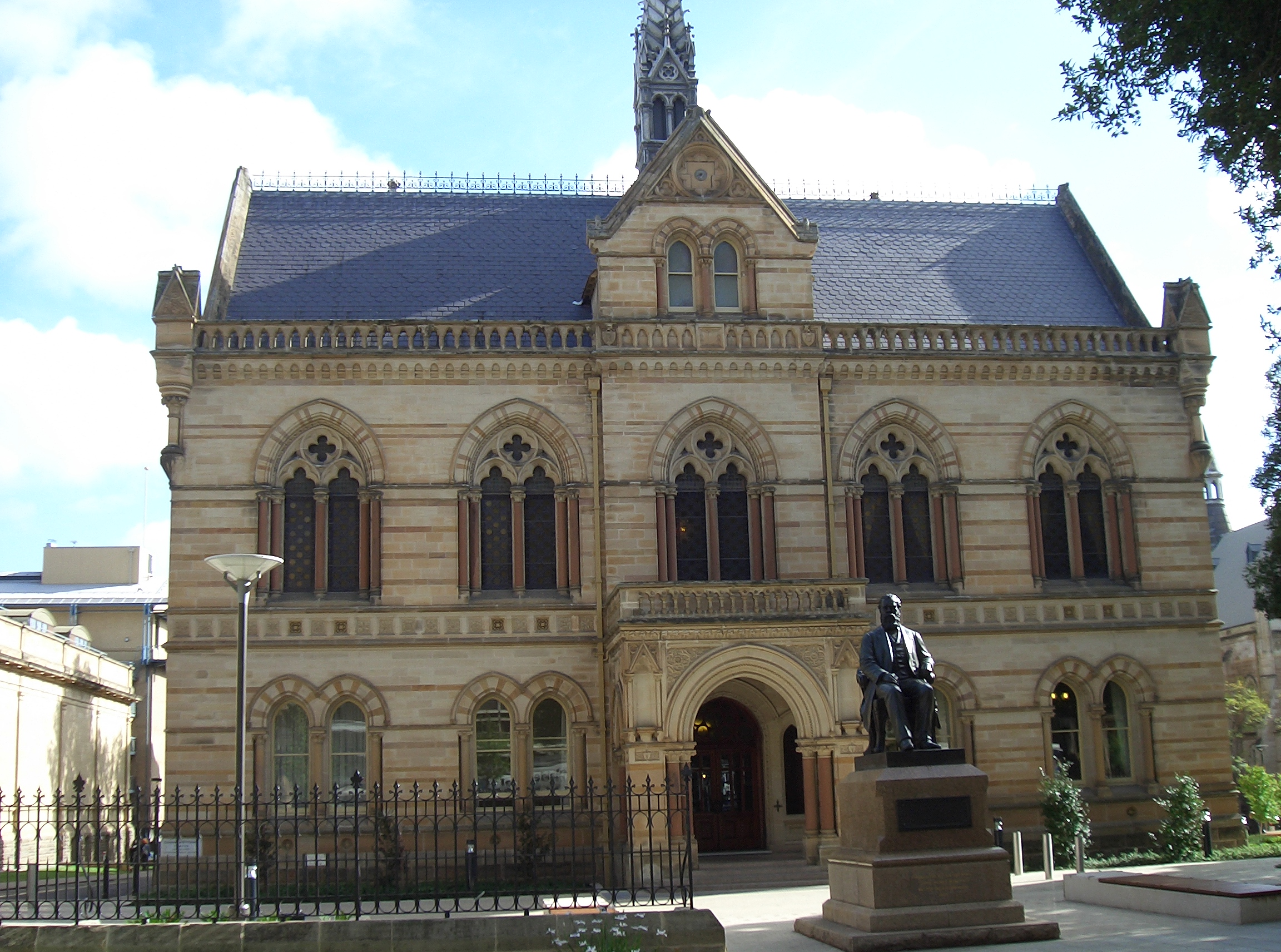
Фасад Будівлі Мітчела (2006)

Головний кампус університету формує центр культурної зони Аделаїди Північну Терасу. Її оточують Художня галерея Південної Австралії, Державна бібліотека Південної Австралії, Південно-Австралійський музей та у Іст Сіті — університетське містечко Університету Південної Австралії.
Більшість факультетів та шкіл університету зосереджено на Північній Терасі. Крім того, тут знаходяться адміністрація та головна бібліотека університету.
Окрім іншого, Північна Тераса часто приймає на своїх теренах музичні фестивалі та інші культурні видовища.

### Вейт

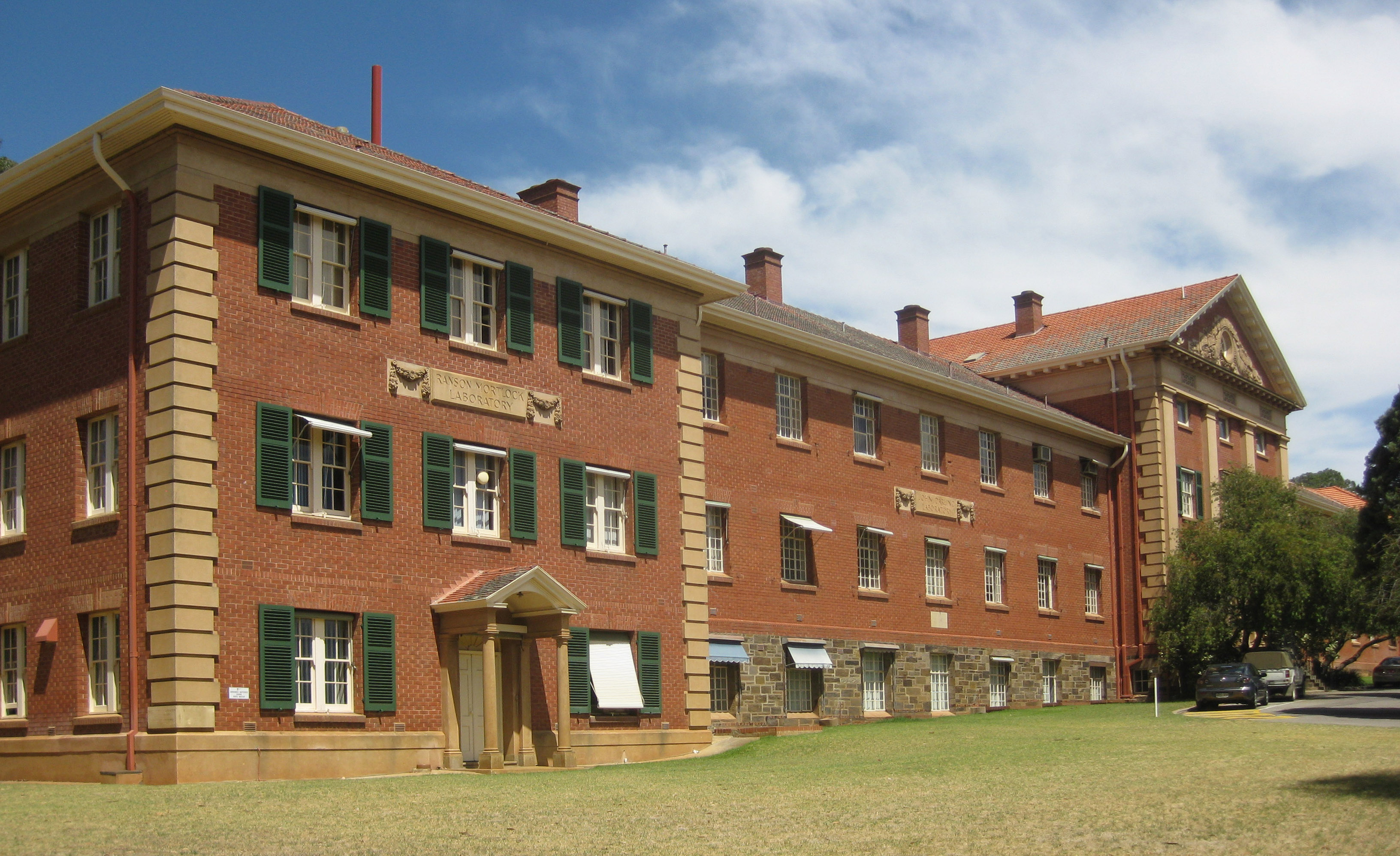
Головна будівля Сільськогосподарського інституту Вейт

Університетське містечко Вейт зосереджується на сільськогосподарських науках, селекції та біотехніці. Крім того, на території кампусу розташовано представництво багатьох міжнародних наукових організацій.
Кампус розташовано у південно-східних передгір'ях Аделаїди, у передмісті Уррбрай на 1.74 квадратних кілометрах площі.

### Роузворті
Розташоване на північ від міста, містечко Роузворті включає 16 кв км. Територія складається з фермерського господарства та великого дослідницького центру сільського господарства.

### Бартон
Містечко Бартон, також відоме як Парк досліджень Університету Аделаїди, є основним кампусом промисловості. На території містечка розташовано комерційні підприємства, що постачають до університету матеріали для досліджень, біотехнології, природоохоронну продукцію, інформаційні технології, лазерну (оптичну) продукцію, санітарні засоби, радіолокаційні системи, телекомунікації та нафтову продукцію. Містечко також постачає робочі місця для молодих спеціалістів, що мають змогу влаштуватись на роботу за підтримки університету. Олімпійський вогонь для Олімпіади у Сіднеї було розроблено в Бартоні.

## Структура

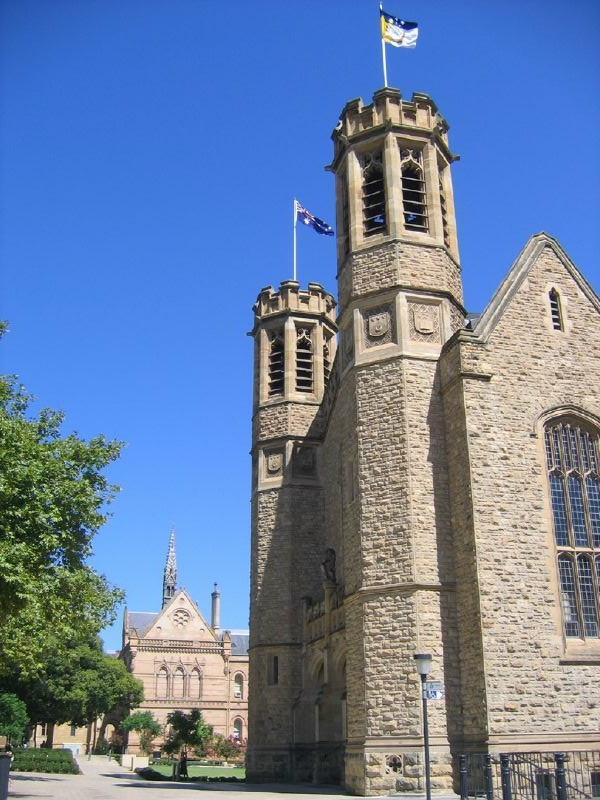
Велика Зала та будівля Мітчела (вид із заходу)

Університет розділено на п'ять факультетів, які у свою чергу складаються з різних шкіл:
- Факультет інженерних, комп'ютерних та математичних наук:
  - Австралійська школа нафти (ASP);
  - Школа хімічних розробок;
  - Школа навколишнього середовища та гірничої промисловості;
  - Школа інформатики;
  - Центр новітньої освіти та комерціалізації;
  - Школа електрики та електроніки;
  - Школа математичних наук;
  - Школа механіки.
- Факультет науки про здоров'я:
  - Школа стоматології;
  - Школа медичних наук;
  - Медична школа;
  - Школа педіатрії та репродуктивного здоров'я;
  - Школа соціального здоров'я та клінічної практики;
  - Школа психології.
- Факультет гуманітарних та соціологічних наук:
  - Велика музична консерваторія;
  - Школа історії та політики;
  - Школа гуманітарних наук;
  - Школа соціологічних наук.
- Промисловий факультет:
  - Школа архітектури, архітектурного пейзажу та міського дизайну;
  - Ділова школа;
  - Школа економіки;
  - Школа педагогіки;
  - Школа права.
- Науковий факультет:
  - Школа сільського господарства та виноробства;
  - Школа хімії та фізики;
  - Школа екологічних наук;
  - Школа молекулярної та біомедичної науки;
  - Школа ветеринарної науки.

## Галерея

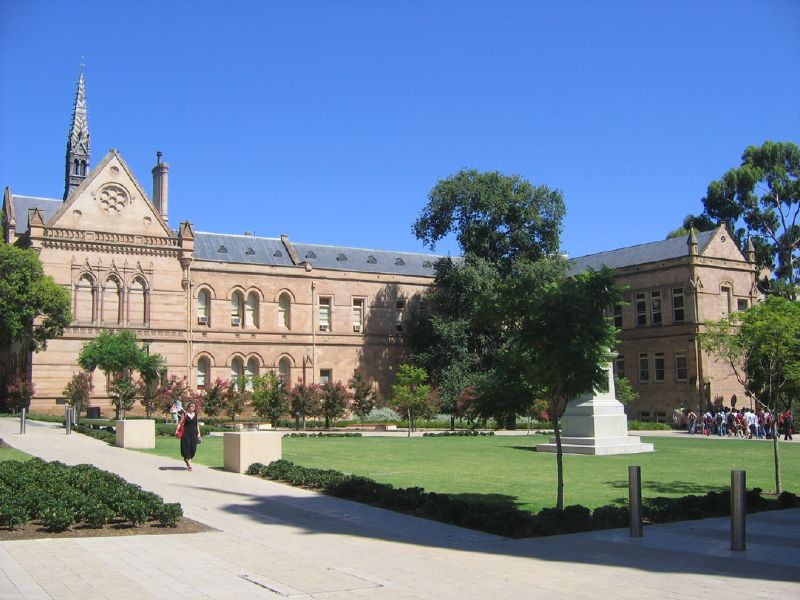
Вид на Будівлю Мітчела з Північної Тераси (2007)
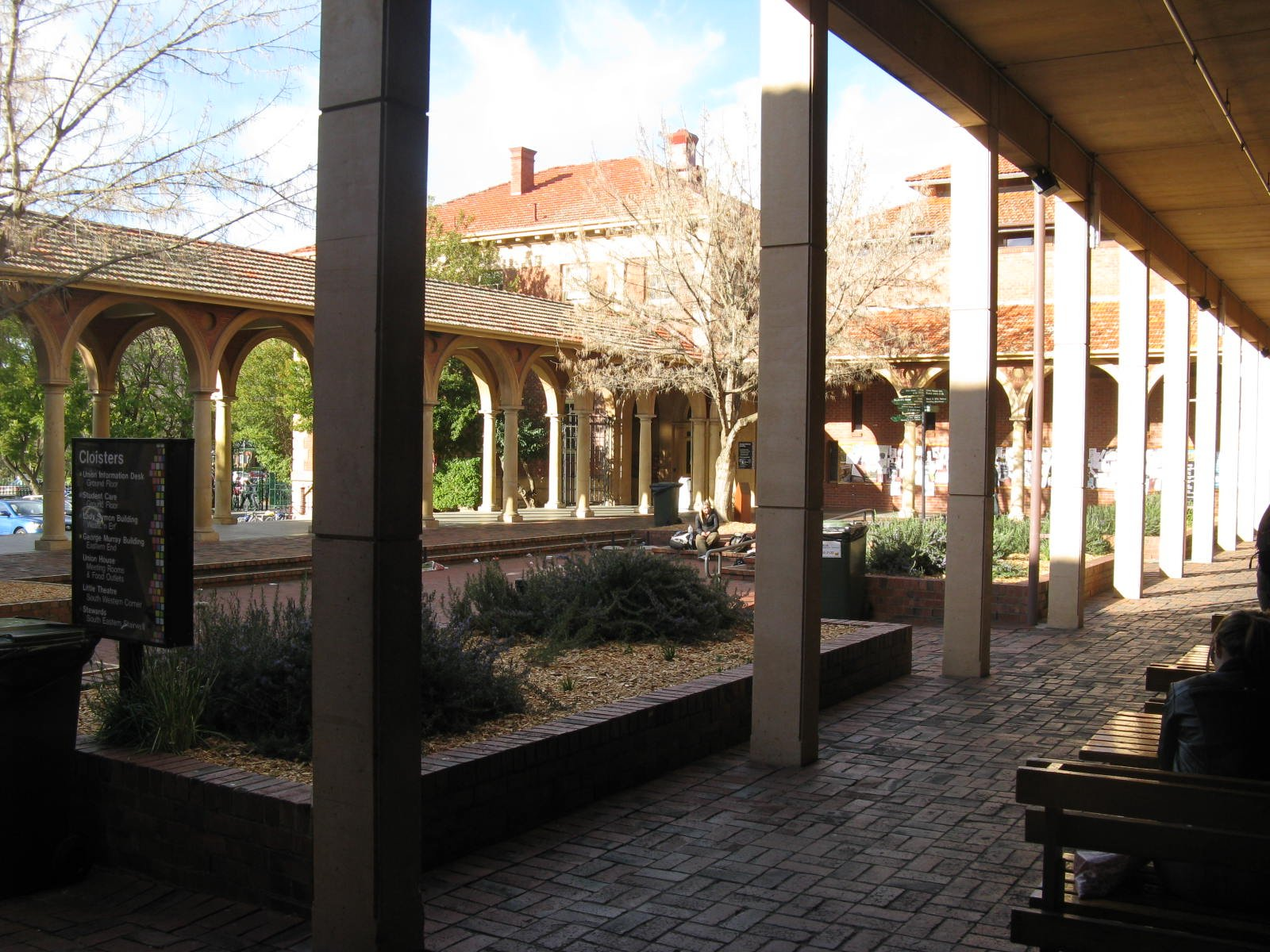
Монастир
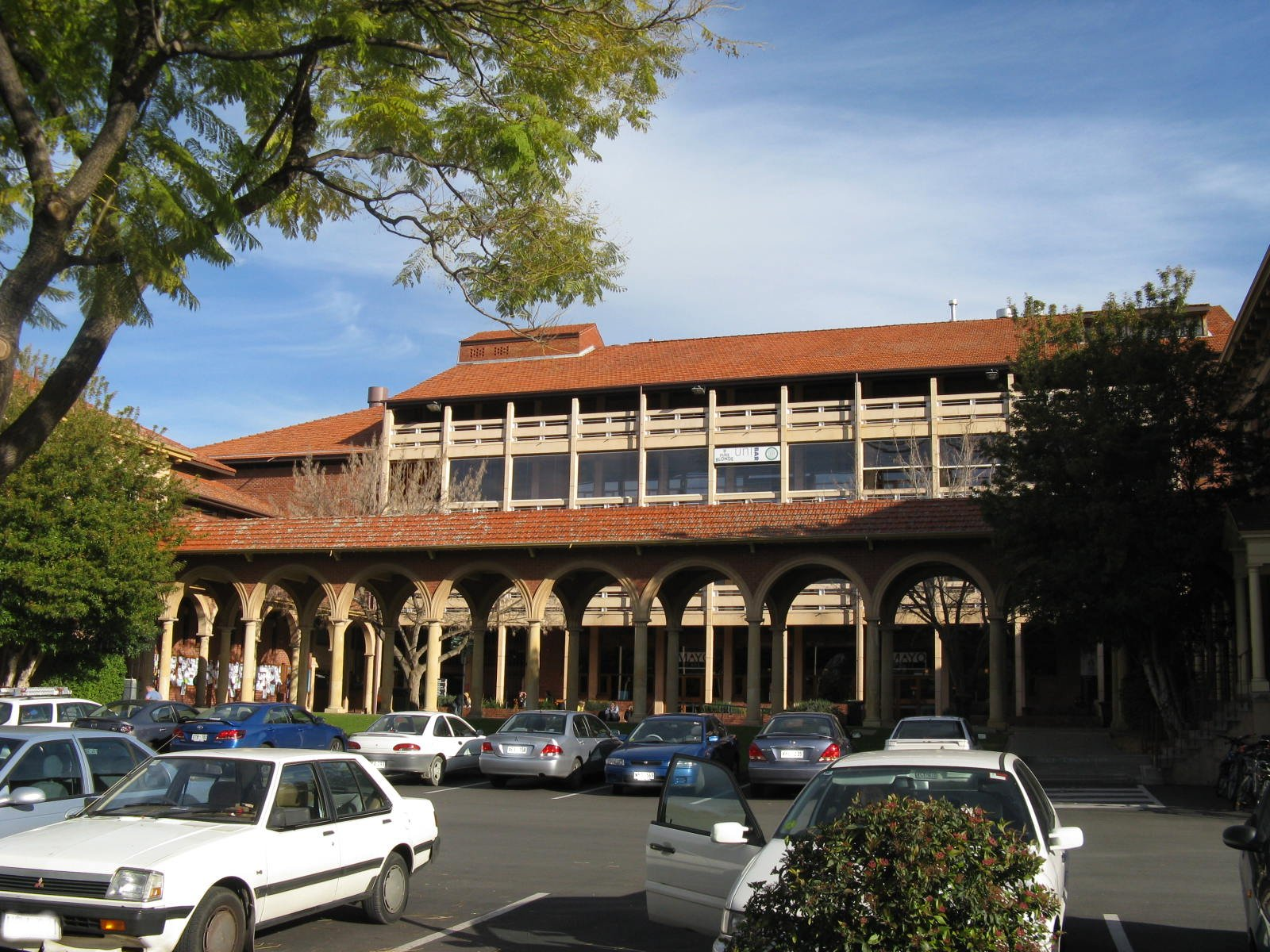
Монастир та будівля студентської спілки
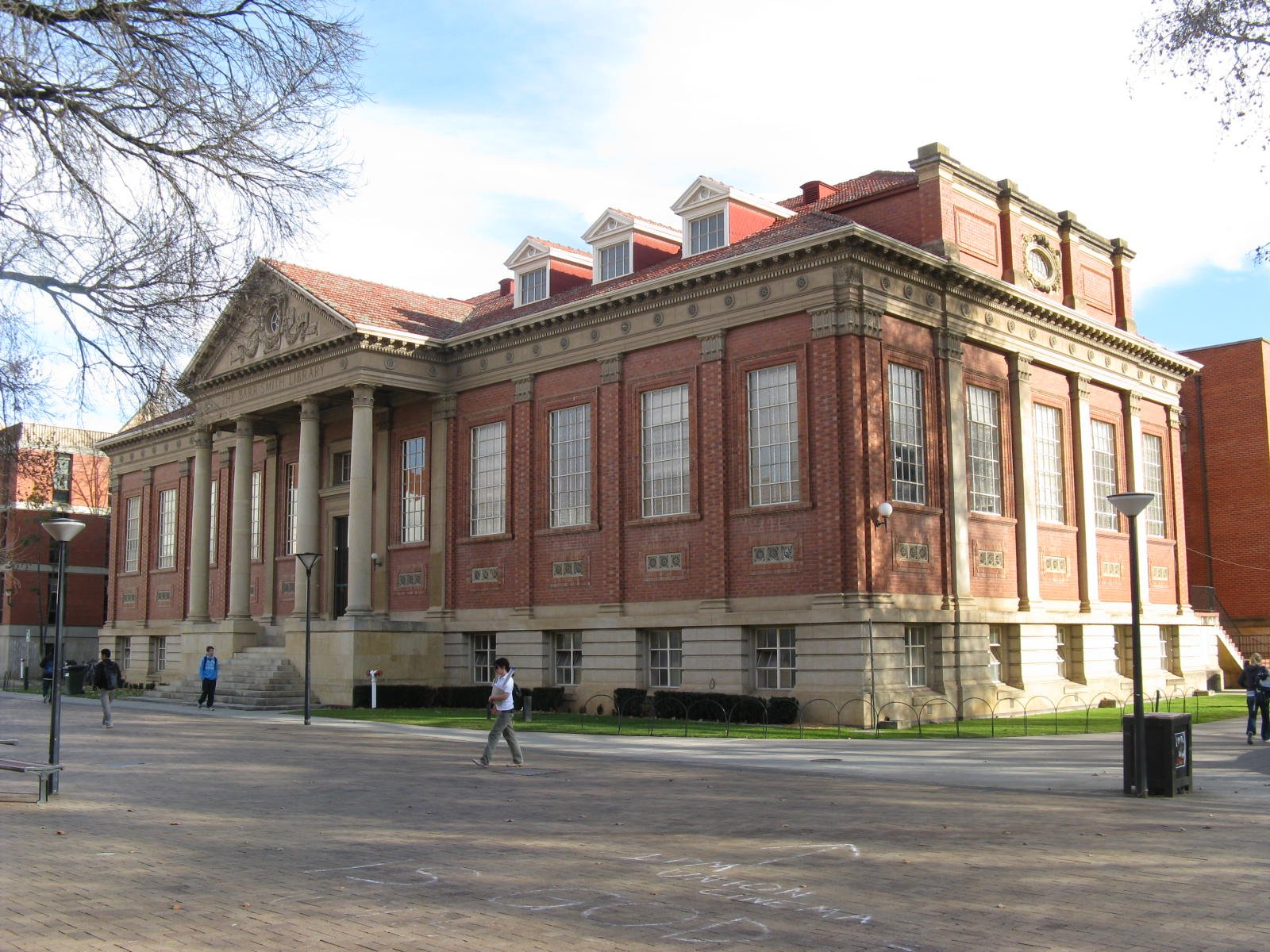
Бібліотека Барра Сміта
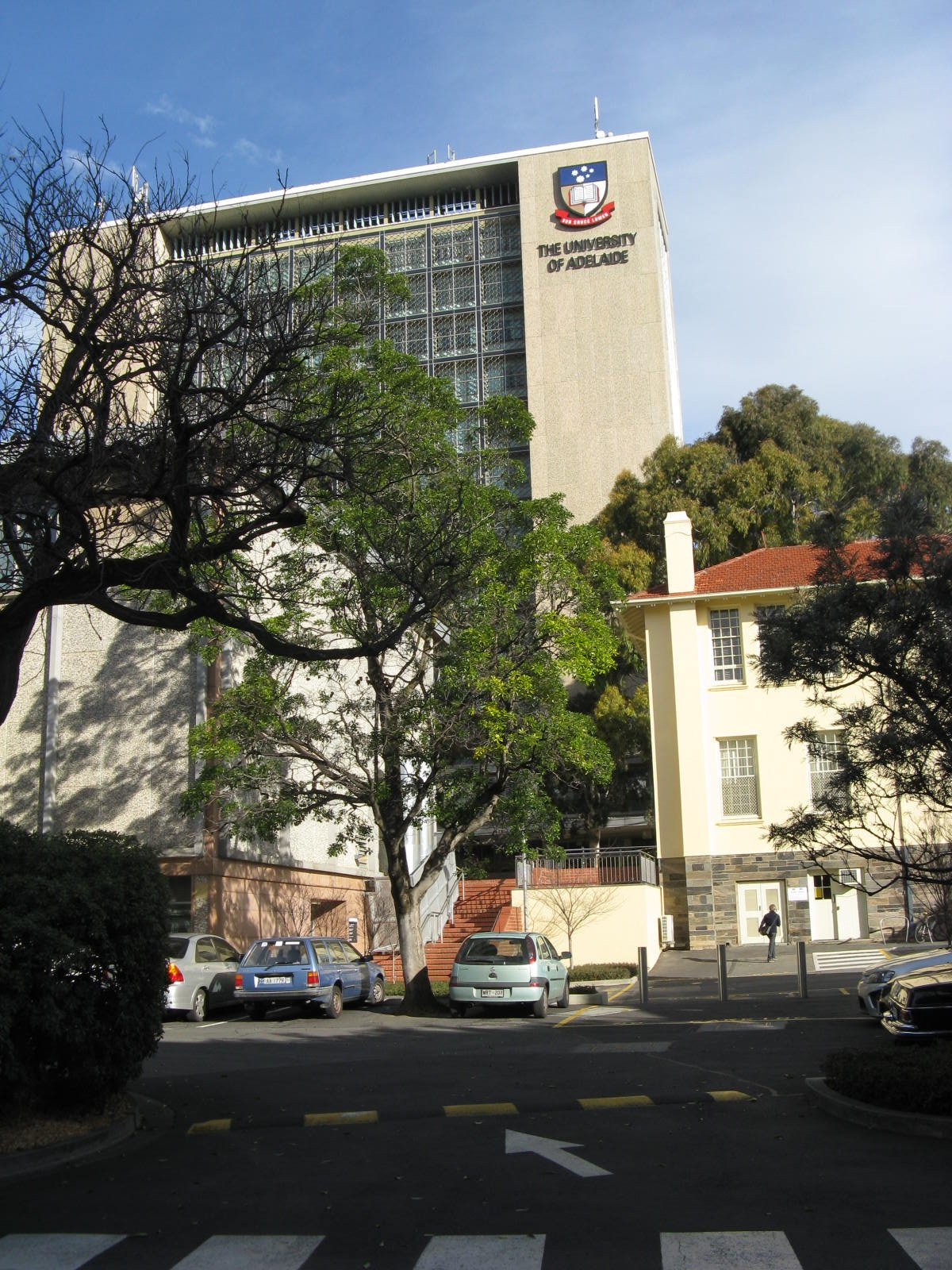
Будівлі колишньої Школи вчителів Аделаїди, зараз частина університету